# Beerschot A.C.
K.F.C. Germinal Beerschot là một câu lạc bộ bóng đá Bỉ đặt trụ sở tại Antwerp. Câu lạc bộ thành lập năm 1999 trên cơ sở sự sáp nhập của K.F.C. Germinal Ekeren và K. Beerschot V.A.C..

## Cầu thủ nổi tiếng
- Matthew Adams (1997-99)

## Thành tích
- Giải vô địch bóng đá hạng hai Bỉ:
  - Vô địch (1): 1988-89
- Cúp bóng đá Bỉ:
  - Vô địch (2): 1996-97, 2004-05
  - Hạng nhì (2): 1989-90, 1994-95
- Siêu cúp bóng đá Bỉ:
  - Hạng nhì (2): 1997, 2005

## Cúp châu Âu
Tính đến  tháng 3 5, 2006:
| Giải           | Số lần tham dự | Số trận | Thắng | Hoà | Thua | Bàn thắng | Bàn thua |
| -------------- | -------------- | ------- | ----- | --- | ---- | --------- | -------- |
| Cúp C2 châu Âu | 1              | 4       | 2     | 1   | 1    | 8         | 9        |
| Cúp UEFA       | 4              | 10      | 3     | 4   | 3    | 11        | 12       |
| Cúp Intertoto  | 1              | 4       | 2     | 2   | 0    | 10        | 5        |